# Maison natale de Janko Čmelik
La maison natale de Janko Čmelik (en serbe cyrillique : Родна кућа Народног хероја Јанка Чмелика ; en serbe latin : Rodna kuća Narodnog heroja Janka Čmelika) se trouve à Stara Pazova, dans la province de Voïvodine, en Serbie. Elle est inscrite sur la liste des monuments culturels protégés de la république de Serbie (identifiant no SK 1553),.

## Présentation

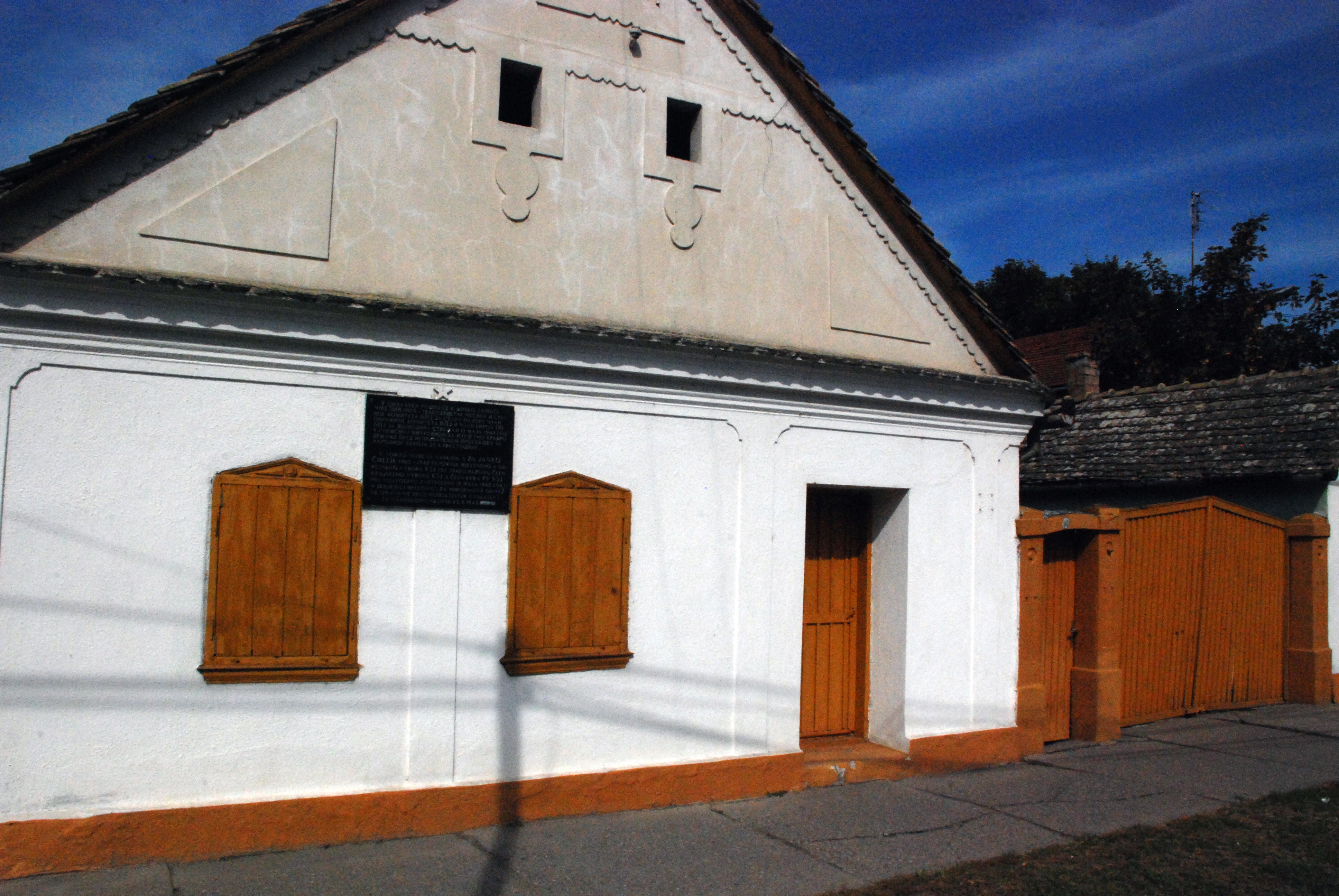
Autre vue de la maison.

La maison, construite dans la première moitié du XXe siècle, est représentative de l'architecture rurale de la région.
Sur la façade sur rue se trouve une étoile rouge à cinq branches au-dessus d'une plaque commémorative sur laquelle on peut lire : « Dans cette maison est né et a vécu Janko Čmelik (1905-1942), secrétaire du comité local et communal du Parti communiste de Yougoslavie à Stara Pazova, membre du comité de district du Parti communiste et membre du bureau du comité provincial du Parti communiste de Voïvodine. Il a été exécuté le 12 mai 1942 à Sremska Mitrovica. En raison de son attitude exceptionnelle et courageuse, il a été proclamé Héros national le 25 octobre 1943 ».

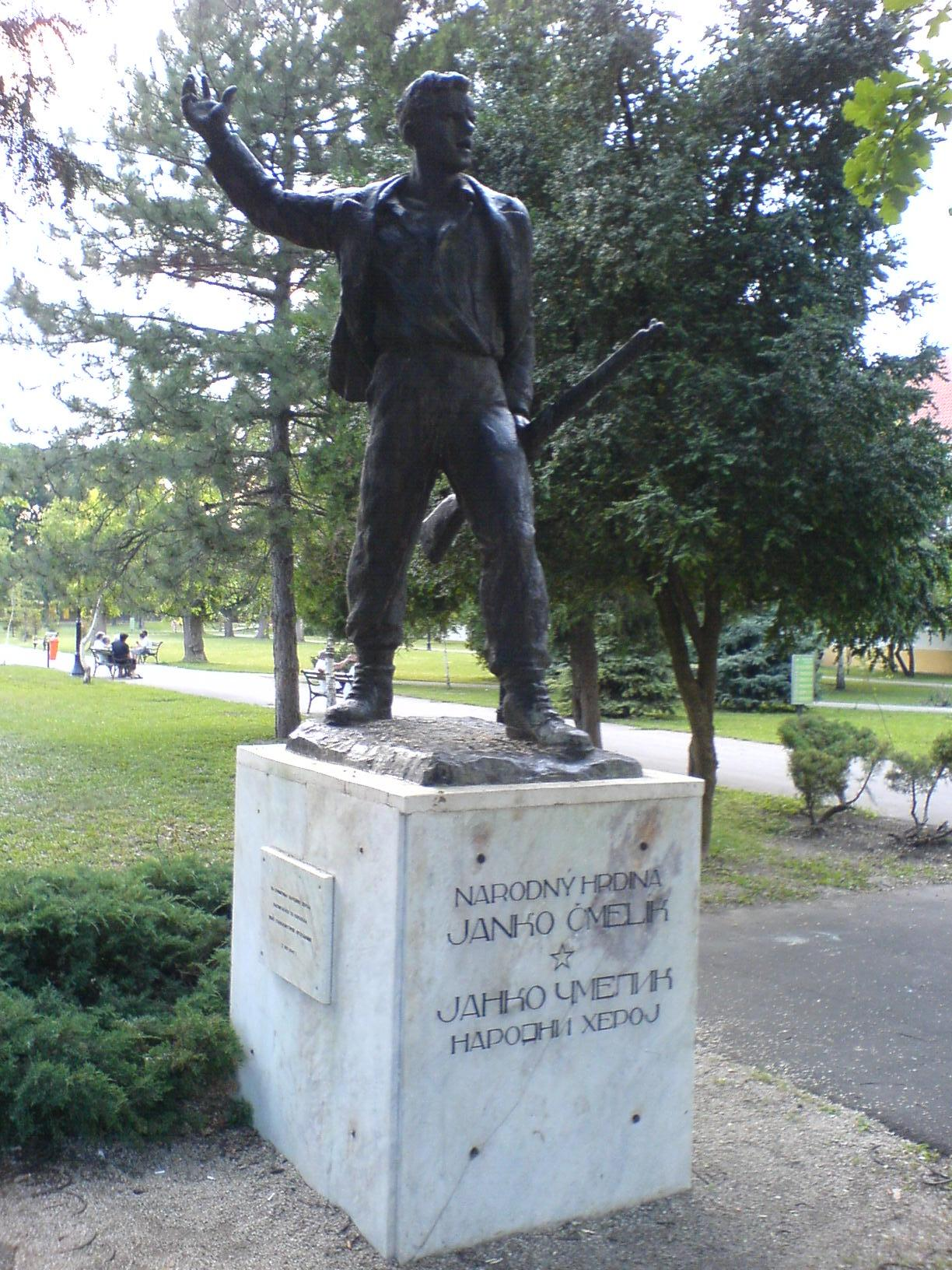
Le monument à Janko Čmelik dans le parc de Stara Pazova